# Alphen (Guéldria)
Alphen é uma cidade pertencente ao município de West Maas en Waal, na província de Guéldria, nos Países Baixos, e está localizada a 7 km ao norte de Oss.
Em 2001, tinha uma população estimada em 1.760 habitantes, sendo 892 moradores na área urbana da cidade e 868 moradores nas regiões periféricas, bem como, na zona rural.